# المسؤوليات الجماعية

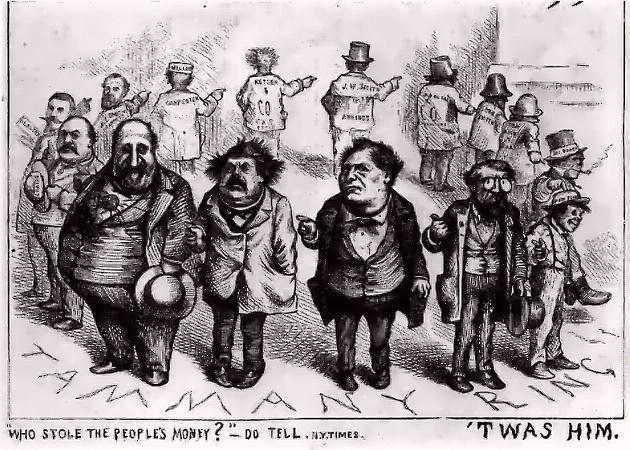

المسؤوليات الجماعية، تشير إلى مسؤوليات المنظمة والمجموعة والمجتمعات.
ويعرف جزء منها بالذنب الجماعي وهو أن يكون الأعضاء الذين هم جزء من الجماعات مسؤولون عن أفعال الأشخاص الآخرين وأخطائهم بسبب التغاضي أو التجاهل أو الإيواء دون الاشتراك بالفعل.

## في  التجارة
حيث تنمو وتتلاقى الممارسات التجارية المعروفة بالمسؤوليات الاجتماعية للشركة والاستدامة مع مسؤوليات الحكومة والمواطنين، وقد بدأ مصطلح «المسؤوليات الجماعية» في أن يكون واسع الاستخدام.
تطبق المسؤوليات الاجتماعية بشكل واسع في المؤسسات، حيث تتحمل القوى العاملة بالكامل مسؤولية الفشل في تحقيق أهداف المؤسسة (مثال، الأهداف الربحية)، بغض النظر عن أداء الأفراد أو الفِرق الذي قد يكون قد تحقق أو تفوق في مجالهم.
ويطبق العقاب الجماعي كإجراء «لتعليم» القوى العاملة، بما يتضمنه من اجراءات قد تحدث ضررًا إضافيًا في امكانية تحقيق الأهداف.

## في الثقافة
ان مفهوم المسؤولية الجماعية موجود في الادب، وأبرزها في قصيدة صامويل تايلور كوليردج «قافية البحار القديم» التي تتحدث عن قصة موت طاقم سفينة من العطش بسبب سماحهم لفرد من الطاقم بقتل طائر القطرس.
تصف بن-هور1959 ومسرحية «أولاد سيئون» وهي مسرحية جريمة سجن في 1983 المسؤولية والعقاب الجماعي، وتبرز أيضًا مسرحية «المفتش ينادي/ يدعو»  لـ جي.ب بريستلى فكرة المسؤولية الجماعية من خلال عملية التحقيق.

## في السياسة
في بعض البلاد ذات الأنظمة البرلمانية، يوجد مؤتمر يكون كل أعضاء مجلس الوزراء به ملزمون بتقديم الدعم لكل قرارات الحكومة، حتى لو لم يكونوا متفقين معهم. أعضاء مجلس الوزراء الذين يريدون المعارضة أو الاعتراض في العلن يجب أن يوقعوا على استقالتهم أو يتم اقالتهم.
كنتيجة للمسؤولية الجماعية، يتوجب على مجلس الحكومة أن يستقيل إذا تم التصويت بحجب الثقة عن البرلمان.

## في الدين
وجد المفهوم في العهد القديم (أو التوراة)، تتضمن بعض الأمثلة حساب الفيضان، برج بابل، سدوم وعمورة وفي بعض التأويلات، سفر يشوع.
في هذه التسجيلات تم عقاب الجماعات بالكامل على فعل الغالبية العظمى من أعضاءها، مالم يكن من المستحيل اثبات أنهم كانوا أشخاصًا أبرياء، أو أطفالًا صغار ليكونوا مسؤولين عن موتاهم.
ممارسة لوم اليهود على موت يسوع هي أطول مثال على المسؤولية الجماعية. حيث أن في هذه القضية، لم يقع اللوم فقط على يهود هذه الحقبة فقط بل على الأجيال المتعاقبة.
أتى هذا في مت 27:25-66  النسخة الدولية الجديدة 25: «فأجاب جميع الشعب، دمه علينا وعلى أولادنا»

## العقاب الجماعى
تستخدم أحيانًا المسؤولية الجماعية في شكل العقاب الجماعي كإجراء تأديبي في المؤسسات المغلقة، على سبيل المثال في المدارس الداخلية (معاقبة كل الفصل لأفعال طالب معلوم أو غير معلوم)، وفي الوحدات العسكرية، والسجون (الأحداث والراشدين)، ومرافق الطب النفسي..الخ
ربما تختلف فعالية وخطورة هذه الإجراءات اختلافًا كبيرًا، ولكنها في بعض الأحيان قد تولد عزلة وعدم ثقة بين أعضاءها.
تاريخيًا، العقاب الجماعي هو إشارة إلى ميول استبدادية في المؤسسات أو في مجتمعها المحلي.
كمثال، في معسكرات الاعتقال السوفييتية، كان يتم معاقبة كل أعضاء بريجادا (وحدة عمل) على الأداء السئ لأى من أعضاءها.
يمارس أيضًا العقاب الجماعي في حالة الحرب، العقوبات الاقتصادية..إلخ، بشرط وجود ذنب جماعي.
الذنب الجماعي، أو الذنب بواسطة مجموعة، هو فكرة جماعية مثيرة للجدل حيث أن الأفراد الذين تم تحديدهم  كأعضاء في مجموعة معينة يحملون مسؤولية الفعل أو التصرف الذي قام به أعضاء هذه المجموعة، حتى لو لم يشتركوا فيه بأنفسهم.
تتقبل الأنظمة الحديثة للقانون الجنائي أن الذنب يجب أن يكون شخصيًا فقط.
ويرى آخرون أن المجموعات تكون كيانات في نفسها (مجموعة موحية)، قادرة على تحمل الذنب أو المسؤولية اعتمادًا على أي من أعضاء المجموعة.
الجماعات الإرهابية من كل الأنواع تقصف المدنيين الذين يُرَون أنهم مسؤولون جماعيًا عن أفعال قادتهم.
أصبح قصف المدنيين على مستوى الدولة منتشرًا في القرن العشرين بالرغم من أن المحاربين القدامى كانوا يذبحون مدن كاملة إذا اعترضوا على مطالب الاستسلام أو الجزية.
خلال الاحتلال البولندى من قبل النازية الألمانية، طبق الألمان المسؤولية الجماعية: أي نوع من المساعدة كان يقدم لشخص يهودي العقيدة أو الاصل كان يعاقب عليه بالموت، وذلك ليس فقط للمنقذ انما أيضًا لعائلته/ـا.  وقد أذيع هذا على نطاق واسع من قبل الألمان.
خلال الاحتلال، كان يتم اطلاق النار على 100-400 بولندي إذا قُتل ألماني واحد من قبل شخص بولندي كعقاب.
كانت المجتمعات مسؤولة مسؤولية جماعية عن الهجمات البولندية المضادة المزعومة ضد قوات الغازية الألمانية.
كان يتم تنفيذ الإعدام الجماعي لرهائن وابانكا (جولات المتابعة) كل يوم خلال تقدم قوات الدفاع (فيرماخت) في بولندا في سبتمبر 1939 وبعد ذلك.
مثال آخر وهو بعد الحرب، تحمل الألمان العرقيون في أوروبا الوسطى والشرقية مسؤولية جماعية على جرائم النازية، مما ادى لجرائم فظيعة ضد السكان الألمان، تتضمن القتل (انظر إلى طرد الألمان بعد الحرب العالمية الثانية ومراسم بينيس)

## انتقاد
في علم الاخلاق، يشكك كل من الأفراد المنهجيين والأفراد المعياريين في صلاحية المسؤولية الجماعية).
تحدى الأفراد المنهجيون امكانية ربط القوة الأخلاقية بالمجموعات، كاختلاف عن أعضائها الفرديين، وجادل الأفراد المعياريون بأن المسؤولية الجماعية تنتهك مبادئ كل من مسؤولية الفرد والعدل. (موسوعة ستانفورد للفلسفة)
بشكل طبيعي، يستطيع الممثل الفردي فقط تحمل اللوم على الافعال التي يفعلونها بحرية. تظهر نظرية اللوم الجماعى لنفى مسؤولية الفرد الاخلاقية.
هل المسؤولية الجماعية منطقية؟
إن التاريخ مليئ بالأمثلة لرجل مظلوم يحاول الانتقام لنفسه، ليس فقط من الشخص الذي ظلمه، ولكن أيضًا من الأفراد الآخرين من عائلة الظالم، أو قبيلة، أو مجموعة عرقية، أو دينية أو أمة.